# 代々木出入口
代々木出入口（よよぎでいりぐち）は、東京都渋谷区代々木神園町にある首都高速道路4号新宿線のインターチェンジである。
上り方向 (首都高速都心環状線/三宅坂JCT）方面の出入口のみ設置されているハーフインターチェンジとなっている。本ICより下り方向は、三宅坂JCT側から見て西から北へ90度右折する「参宮橋カーブ」があり、最高速度50km/hに制限されるが、代々木出入口は上り方向のハーフインターチェンジのため、本ICから4号線に入った車両は参宮橋カーブを通行できず、参宮橋カーブを通行した車両は本ICから一般道に出ることができない。

## 周辺
- 国立代々木競技場
- 代々木公園
- 国立オリンピック記念青少年総合センター
- 明治神宮
- 参宮橋駅

## ギャラリー

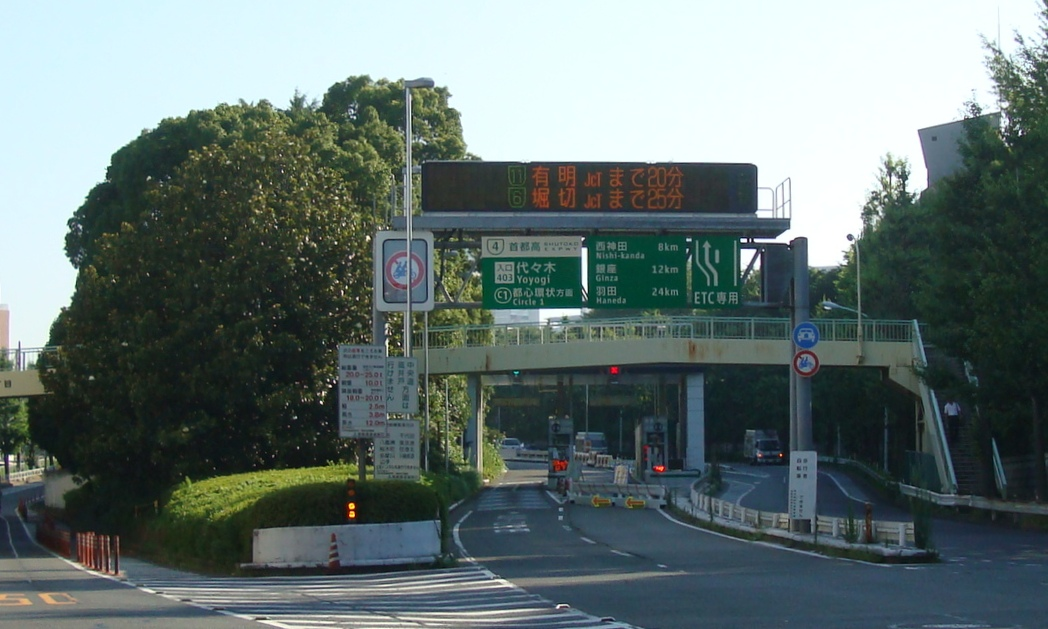
西側（左側）には植栽が施されている。
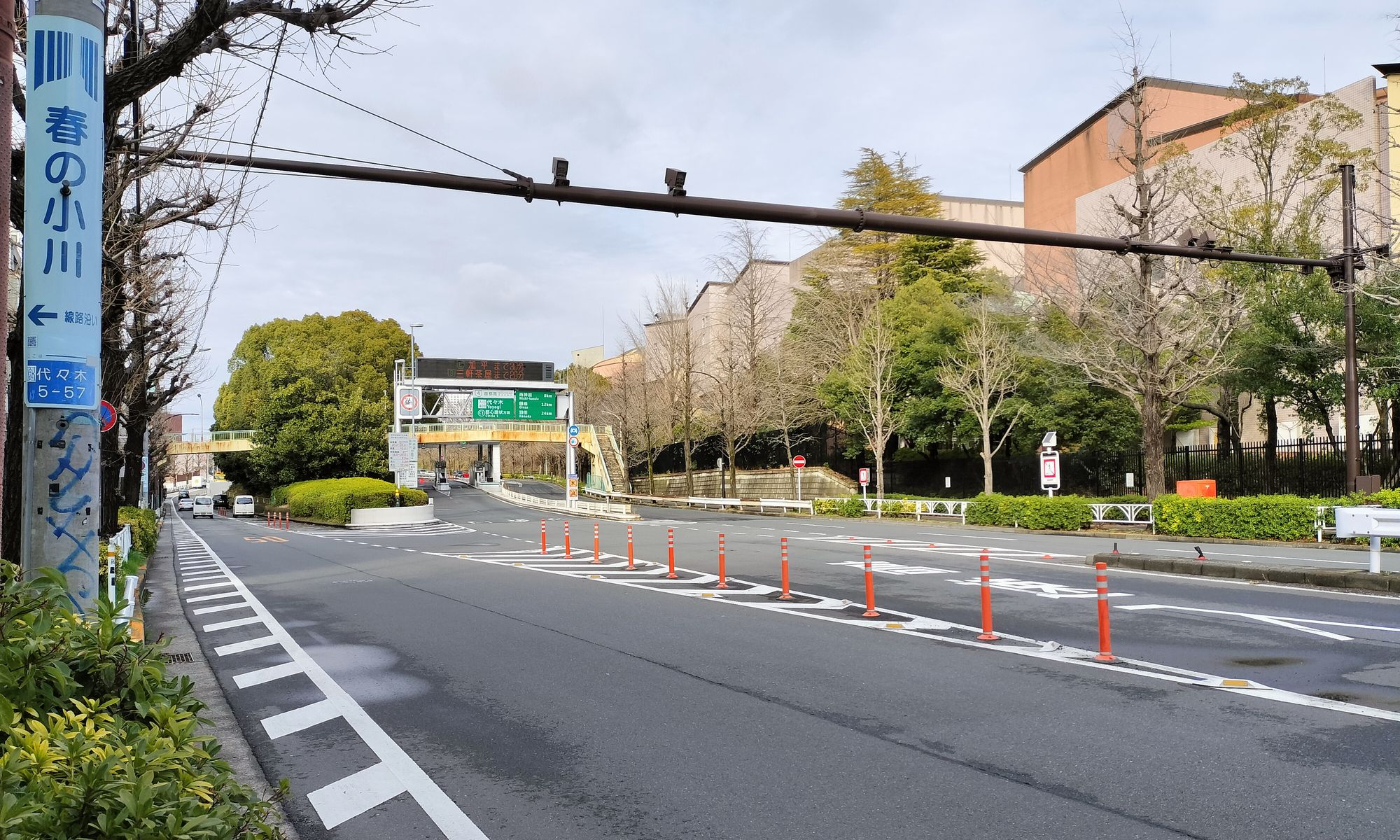
右の建物群が国立オリンピック記念青少年総合センター。左を進むと参宮橋駅の脇に出る。